# 达罗卡
达罗卡，是西班牙阿拉贡自治区萨拉戈萨省的一个市镇。 总面积52平方公里，总人口2212人（2001年），人口密度43人/平方公里。